# Loch Dubh Mòr
Loch Dubh Mòr (schottisch-gälisch: „Großer Schwarzer See“) ist ein Süßwassersee in der historischen Region Lorne der schottischen Council Area Argyll and Bute.

## Beschreibung
Der See liegt im Zentrum der dünn besiedelten Region Lorne etwa fünf Kilometer nordöstlich des Weilers Kilmelford und 15 Kilometer südsüdwestlich von Oban. Südöstlich befinden sich der Loch Avich und der Loch Awe. Seine Umgebung ist weitgehend unbesiedelt. Loch Dubh Mòr kann über einen unbefestigten Weg erreicht werden. Die nächstgelegenen Straßen sind die rund zwei Kilometer südöstlich verlaufende Straße entlang des Nordufers von Loch Avich sowie die vier Kilometer nordwestlich verlaufende A819.
Der See liegt auf einer Höhe von 277 Metern über dem Meeresspiegel. Der runde Loch Dubh Mòr weist eine maximale Länge von 0,40 Kilometern bei einer maximalen Breite von 0,37 Kilometern auf, woraus sich eine Fläche von elf Hektar und ein Umfang von einem Kilometer ergeben. Trotz seiner geringen Größe ist der Loch Dubh Mòr mit einer mittleren Tiefe von 15,5 Metern und einer maximalen Tiefe von 34,7 Metern verhältnismäßig tief. Er besitzt ein Volumen von 1.772.756 Kubikmetern. Sein Einzugsgebiet umfasst 34 Hektar und ist zu 46 % von Nadelwald bestanden, während Grundwasser 34 % des Zuflusses zu Loch Dubh Mòr ausmacht. Der See besitzt einen Zufluss aus dem südlich vorgelagerten Loch a’ Chreachain. Vom Ostufer fließt ein unbenannter Bach ab, der über den Loch a’ Bhailis in den Loch Tralaig abfließt, der über den Oude in die Fearnach Bay am Meeresarm Loch Melfort entwässert.